# 田汉大剧院

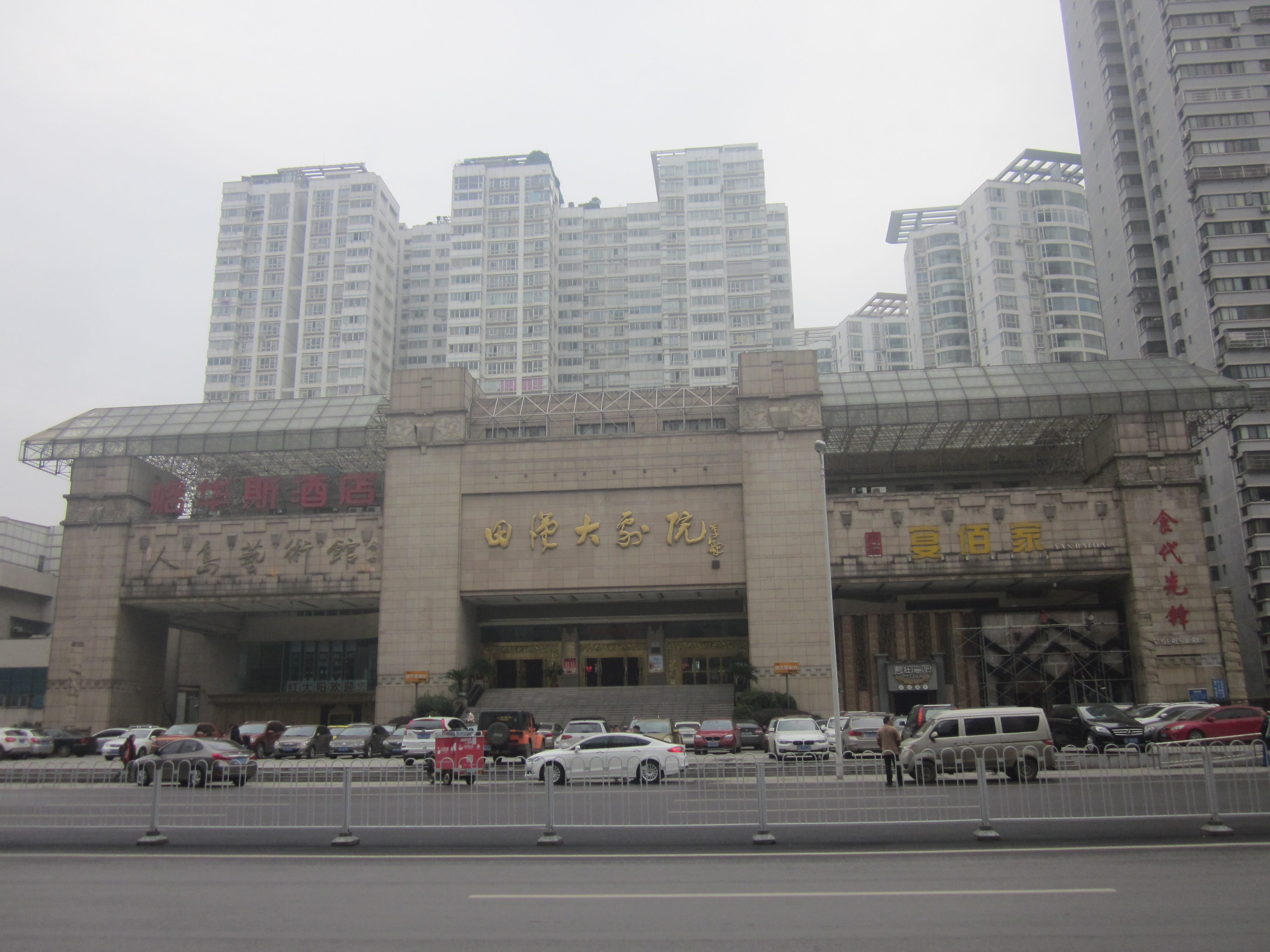
田汉大剧院。

田汉大剧院坐落在中华人民共和国湖南省长沙市天心区劳动西路。田汉大剧院以湖南省著名的戏剧家“田汉”而命名。

## 建筑物
田汉大剧院占地面积15.4亩，建筑面积2.8万平方米，总投资近2亿。田汉大剧院包括大剧院、音乐厅、田汉纪念堂、艺术长廊和田汉群众文化广场。

## 交通
- 长沙地铁4号线，在青鱼嘴站下，A出口